# 草柳大蔵
草柳 大蔵（くさやなぎ だいぞう、1924年（大正13年）7月18日 - 2002年（平成14年）7月22日）は、日本の評論家、ノンフィクション作家、ジャーナリスト。
妻はきもの研究家の石川あき（本名は草柳アキ、1927年 - ）。長女はテレビキャスターの草柳文惠。

## 経歴
神奈川県横浜市鶴見区出身。横浜二中、旧制府立高校を経て、1945年（昭和20年）に東京帝国大学へ入学した。間もなく学徒出陣となり、特攻隊員（特別操縦見習士官）を志願する。敗戦後は復学し、1948年（昭和23年）に東京大学法学部政治学科を卒業（在学中に改称）した。
八雲書店に入社し、編集者として『中野重治国会演説集』などを手がけるが、1949年（昭和24年）に人員整理で退職し、自由国民社編集者、産経新聞記者（経済担当）等を経験した。その間、1952年（昭和27年）から大宅壮一の助手として2年間師事した。1956年（昭和31年）『週刊新潮』創刊に加わり、当初はリライターとしての起用だったが、次第に特集記事を任されるようになり、記者の取材結果を草柳がアンカーとして記事にするという分業体制も生まれた。
1957年、大宅壮一が創設した「ノンフィクションクラブ」に参加した。1958年（昭和33年）『女性自身』の創刊に参画した。同年からフリーランサーとなり、週刊誌の草創期に自らアンカーとなった取材・執筆の「草柳グループ」を率いた。1967年には「大宅壮一東京マスコミ塾」で講師をつとめる。
1962年（昭和37年）、『芸術生活』に「山河に芸術ありて」を連載し、初めて評論家として署名で仕事を始める。それ以降は人物、芸術、世相などの評論を中心に活動する。1966年（昭和41年）、『文藝春秋』に連載した「現代王国論」で文藝春秋読者賞を受賞した。一貫して、いまある日本はいかにして形づくられたのか、という問いを維持しつづけてきた。1984年（昭和59年）にNHK放送文化賞を受賞した。内外調査会理事、NHK経営委員、静岡県人づくり百年の計委員会の会長等を歴任した。
主な著作は『現代王国論』、『実録 満鉄調査部』上・下、『官僚王国論』、『ものを見る眼・仕事をする眼』、『内務省対占領軍』、『日本解体』、『昭和天皇と秋刀魚』、『池田大作論』ほか多数。
2002年（平成14年）7月22日、静岡県熱海市の自宅で死去した。享年78。2003年（平成15年）3月に妻・草柳アキが蔵書の一部（7148冊）を静岡県立中央図書館に寄贈し、“草柳大蔵コーナー”と名付けられた。

## エピソード
- 野村克也が、人生で大きく影響を受けた人物である。南海ホークス選手兼任監督時代、後の妻となる沙知代が草柳と知人だった関係から、沙知代から紹介された[3]。野村は草柳を師と仰いだ[3]。1977年の南海監督解任時、沙知代との交際が明らかになって監督解任が決まると、野村は草柳に相談した[3]。草柳は禅語の「生涯一書生」という言葉を送って野村を激励し、野村は「それなら私は生涯一捕手で行きます」と応じ、後の野村の代名詞が生まれた[3]。また現役引退後、野村は大企業の経営者相手に講演をする際、何を喋ったらいいかわからず、2時間の予定が30分ほどで終わることもしばしばあった[4]。草柳は「あなたの講演を聴きに来る人たちは何を求めているのか。あなたの野球の経験談ですよ。」「背伸びをする必要はありません。聴く者はあなたの経験を、自分の人生に照らし合わせて参考にするんですから」とアドバイスを送ったという[4]。
- 桂米二は「私が内弟子で、桂米朝の家に住み込み修業をしていた頃。家の前にどでかいリンカーンが横付けされました。あんな大きな車を間近で見たのは後にも先にもこの時だけですわ。運転していたのは野村克也氏。南海ホークスを解任されたばかりでした。うちの師匠のところへ挨拶に来られたのです。うちの師匠は野球とはあまり縁のない人でした。当時、日本テレビの「春夏秋冬」という番組にうちの師匠がレギュラー出演していましたが、一緒に出ておられた草柳大蔵氏から頼まれたそうです。「野村克也の後援会をつくるから発起人になってくれ」と。野球のことなんかなんにも知らんのに引き受けはったんですな。それでわざわざ挨拶に来はったんです」と語った[要出典]。

## 著書
- 『山河に芸術ありて 伝統の美のふるさと』講談社, 1964
- 『現代の名人』現代人社 1966
- 『女がここに生きている ルポルタージュ その心情とエネルギーの記録』現文社 1966
- 『マスコミ新兵』現代ジャーナリズム出版会 1966
- 『ああ電話 山村のできごとからその未来像まで ルポルタージュ』ダイヤル社 1967
- 『現代王国論』文藝春秋 1967
- 『明治再見』東京中日新聞 1967
- 『愛される心 学校で教えてくれなかった魅力学』大和書房 1968　のち女性論文庫
- 『女・生きる』現文社 1968
- 『企業王国論』正続 文藝春秋 1969－70 のち角川文庫
- 『お嬢さんこんにちわ 青春の美と才知の条件』大和書房 1969
- 『一分一話 著名人200人へ電話インタビュー』芸術生活社 1970
- 『実力者の条件』正・新・新々 文藝春秋 1970－72  のち文庫
- 『愛のながれにあるもの ひとり心に育てる才知』大和書房 1970 のち女性論文庫
- 『お嬢さんの春夏秋冬 愛をはぐくむ知恵24章』大和書房 1971
- 『この考えはどうだ 現代の45人と草柳大蔵の「日本列島論」』太陽 1972
- 『特攻の思想-大西瀧治郎伝』文藝春秋 1972  のち文春文庫・文春学藝ライブラリー/グラフ社、2006
- 『愛が生まれるとき 美しい感覚を拾うために』大和書房 1972 のち女性論文庫
- 『お嬢さんこんにちわ』大和書房 1972　のち女性論文庫
- 『女とはなにか』大和書房 1972 のち女性論文庫
- 『妻とよばれるための二十八章』講談社 1972 のち「二十三章」女性論文庫
- 『お嬢さんの人物論24』大和書房 1973  のち文庫
- 『女であることの十八章』大和書房 1973 のち女性論文庫
- 『日本名匠伝』土門拳写真 駸々堂出版 1974
- 『織りびと染めびと 名匠13人の染織にかける愛と生活』主婦の友社 1974 のち女性論文庫
- 『お嫁にゆく前の50章 その最初の25章、そのつぎの25章』講談社 1974　のち「四十四章」女性論文庫
- 『男ってこうです 結婚生活のための男性論』講談社 1974
- 『世界王国論』文藝春秋 1974 のち角川文庫
- 『官僚王国論 文藝春秋 1975  のち角川文庫
- 『この愛<かな>しきもの』主婦の友社 1975  のち女性論文庫
- 『お嬢さんご馳走さま 食べものへの思いやりについて』朝日ソノラマ 1975　のち女性論文庫
- 『美しき女への条件』主婦の友社 1976  のち女性論文庫
- 『お嬢さん、青い鳥は外国にいますか』大和書房 1976
- 『おんなの歳時記』朝日ソノラマ 1976 のち女性論文庫
- 『娘よ、起きなさい。 草柳大蔵の煌々しき人生論』光文社 1977　のち女性論文庫
- 『美しきものとの出逢い』大和書房 1978 のち女性論文庫
- 『お嬢さんの人物論 その愛・人生・仕事・イメージ』大和書房 1978　のち文庫
- 『娘がいま知っておくべきこと 愛と生活のための26章』大和書房 1978　のち女性論文庫
- 『お嬢さん、お言葉でございますが さようなら「珍語、漫語、垢語」辞典 草柳大蔵からのメッセージ』光文社 1978　のち女性論文庫
- 『実録満鉄調査部』朝日新聞社 1979 のち文庫
- 『ものを見る眼仕事をする眼 男の生き方・33章』大和出版 1979
- 『現代社会の病理』現代研究会 1979
- 『女が見る眼・女を見る眼 12人の女性に求めた人間像』講談社 1979　のち女性論文庫
- 『むすめの座標』光文社 1979　のち女性論文庫
- 『男を見る眼25章』大和書房 1980
- 『美しく生きるとき むすめのための文化論』光文社 1981
- 『斎藤隆夫かく戦えり』文藝春秋 1981  のち文庫/グラフ社、2006
- 『なぜなしに薔薇は咲く』主婦の友社 1981
- 『草柳大蔵女性論文庫』全23冊　大和書房、1981－83
- 『手紙をポストに入れるまで 手料理のような手紙を書くための35章』大和書房 1982
- 『聞いてほしい、これだけのこと 妻であれ娘であれ』大和書房 1982
- 『草柳大蔵の女性抄』グラフ社 1982　のち三笠書房知的生き方文庫
- 『頭と心の名医たち 35歳からの頭脳革命』ABC出版 1982
- 『草柳大蔵の礼儀と作法』グラフ社 1983
- 『創造だけが人生か もうひとつの視点へ・35篇』日本リクルートセンター 1983
- 『愛のはじめと終りに ちょっと辛口の女性論』大和書房 1983
- 『花で語る人生論』ダイワアート 1984
- 『あなたの「死にがい」は何ですか? 「人生五計説」による人生談義』福武書店 1984　のち文庫
- 『25歳までのマナーの本』ダイワアート (生き方シリーズ 2)　1985
- 『日本解体 内務官僚の知られざる869日』ぎょうせい 1985/「内務省対占領軍」朝日文庫 1987
- 『私の応援歌 知っていますか?大麦小麦二升五合』TBSブリタニカ 1985
- 『82点のお嬢さん 美しい時間の礼儀と作法 食卓篇』グラフ社 1986
- 『22歳からの自分づくり すっきりした大人になるための知恵』大和書房 1987
- 『指導者はこう考えている 草柳大蔵と日本経済を語る』グラフ社 1987
- 『水は深く掘れ 自分と日本を考える』佼成出版社 1987　のち知的生き方文庫
- 『知っていますか?男の偏差値』大和書房 1988
- 『仕事のしかた私の方法』三笠書房 1988
- 『普通の女になるための21章』大和書房 1989
- 『なぜ、一流品なのか 読むオシャレ・24章』大和書房 1990　のち福武文庫
- 『「日本らしさ」の新段階』メディアファクトリー 1990
- 『日本人はこんなとき燃える 圏(パラダイム)の中に住むか圏の外に住むか』青春出版社プレイブックス 1991
- 『昭和天皇と秋刀魚』中央公論社 1992、中公文庫 1999
- 『これが私のお経です わが鈍根かくの如し』海竜社 1993
- 『継続は力なり 人生を本音で生きた女校長の記録』大和書房 1993
- 『日本人のお行儀 いやしの時代に贈る作法50話』グラフ社 1995
- 『知の荒野に立たぬために 私の人生手帖 春風秋雨』海竜社 1996
- 『花は天にむかって活けよ 時代を読む24話』宣伝会議 1999
- 『ひとは生きてきたようにしか死なない 生病老死に関する25章』保健同人社 1999、祥伝社新書 2018
- 『礼儀覚え書 品格ある日本のために』グラフ社 2000
- 『さらば状況主義国家 日本の漂流を止めるもの』麗澤大学出版会 2000
- 『ふだん着の幸福論』清流出版 2001
- 『花のある人花になる人』グラフ社 2001
- 『代替医療でヒトはこう変わる 草柳大蔵と23人の対話 あきらめる前にためしていいこれだけの方法』現代書林 2001
- 『きれいな敬語羞かしい敬語』グラフ社 2001
- 『生命を燃やしております』TBSブリタニカ 2001
- 『午前8時のメッセージ』正・続 静岡新聞社 2001-02/静新新書 2009 - 抄版
- 『絶筆 日本人への遺言』海竜社 2003

### 共著・編纂
- 『日本の経営者』写真林忠彦 ダイヤモンド社 1975
- 『きょうの、この24時間 各駅停車的人生論』扇谷正造 経済往来社 1983、三笠書房知的生き方文庫 1986
- 『トマトの巨木の生命思想』野沢重雄 ABC出版 1985
- 『日本の名随筆 別巻 37 礼儀』（編）作品社 1994
- 『この刺戟的な眼 歴史対談集』ワイエス出版 1994

## 翻訳
- 乙女たちへの手紙 アンドルー・グリーリ 三笠書房 1983
- "自分らしさ"を愛せますか レオ・バスカリア 三笠書房 1983　のち知的生き方文庫
- わが死生観 セネカ 三笠書房 1984　のち文庫
- 不動心 マルクス・アウレリウス 三笠書房 1985　のち文庫
- 私たち、ひとりぼっち ジェレミー・シーブルック 三笠書房 1985
- 自分の人生、生きてますか レオ・バスカリア 三笠書房 1987　のち文庫
- 自分の出番をつくれ! ウォーレン・J・リッジ 三笠書房 1991
- 愛するということ、愛されるということ レオ・バスガリア 三笠書房 1992　のち文庫
- いまの自分を抱きしめてますか レオ・バスカリア 三笠書房 1993

## 出演番組
- おはよう草柳大蔵です（1973年 - 1975年、STV[5]） - 北海道電力の一社提供。
- 新・サンデートーク （1975年 - 1994年）- 草柳が司会を務めた対談番組。仙台放送制作で東北各県ブロックネットで放送された。東北電力の一社提供。
- 春夏秋冬（日本テレビ）